# AMC-18
O AMC-18, antigo GE-18, é um satélite de comunicação geoestacionário construído pela Lockheed Martin. Ele está localizado na posição orbital de 83 graus de longitude oeste, oferecendo cobertura para a América do Norte com 34 transponders de banda C de 12-18 watts cada. Os usuários são entre outros as companhias The CW Television Network e Canadian Broadcasting Corporation. O mesmo foi operado inicialmente pela GE Americom, atualmente o mesmo é operado pela SES. O satélite foi baseado na plataforma A2100A e sua expectativa de vida útil era de 15 anos.

## Lançamento
O satélite foi lançado com sucesso ao espaço no dia 8 de dezembro de 2006, às 22:08 UTC, por meio de um veículo Ariane-5ECA a partir do Centro Espacial de Kourou na Guiana Francesa, juntamente com o satélite WildBlue 1. Ele tinha uma massa de lançamento de 2081 kg.

## Capacidade e cobertura
O AMC-18 está equipado com 24 transponders em banda Ku e 24 em banda C cobrindo território continental dos Estados Unidos, Canadá, Caribe e México.